# Arthur Carnell
Arthur Ashton Carnell (Somers Town, Londres, 21 de març de 1862 – Bedford Park, Londres, 11 de setembre de 1940) va ser un tirador britànic que va competir a començaments del segle xx.
El 1908 va prendre part en els Jocs Olímpics de Londres, on guanyà la medalla l'or en l'única prova que disputà, carrabina, blanc fix.